# 摩泽尔罗曼语

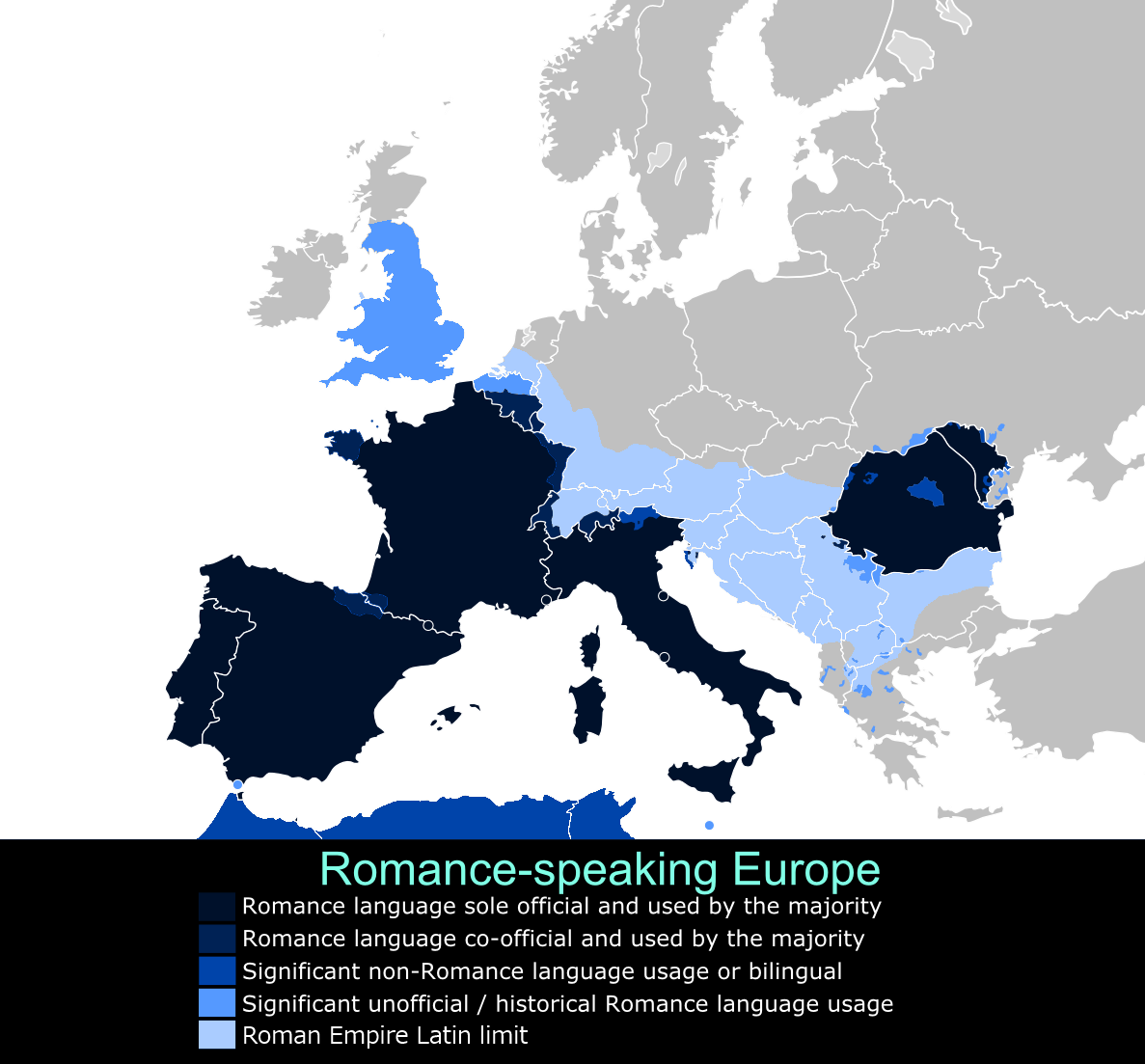
罗曼语地区示意图。摩泽尔罗曼语的使用地区大致位于今日德国-比利时边境附近的亮蓝色地带。

摩泽尔罗曼语（德語：Moselromanisch）是一种已经灭绝的高卢-罗曼语支语言（最可能是奥依语方言），在今日德国境内的摩泽尔河流域于罗马帝国衰亡后逐渐发展起来。其受到日耳曼语强烈影响，在较为偏僻的地区一直存续到11世纪。

## 历史背景

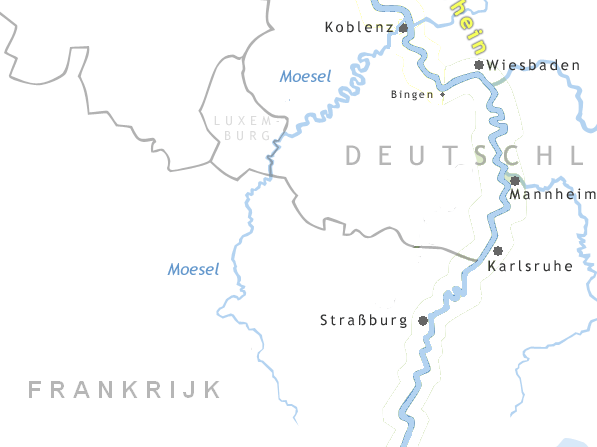
摩泽尔河河谷

公元前50年凯撒征服高卢之后，今日法国、比利时南部、卢森堡和特里尔与科布倫茲之间地区逐渐发展出高卢-罗马文化。相对地，相邻的下日耳曼尼亚和上日耳曼尼亚则受日耳曼文化强烈影响。

## 融合
盎格鲁人和撒克逊人从荷兰西部和德国的故地迁往英格兰，途经荷兰地区、佛兰德、布拉班特等地时迫使当地的法兰克人沿乌尔特河和绍尔河逃往东南方，定居在梅斯和摩泽尔河上游一带。这使得特里尔-科布伦兹的罗曼语区和高卢之间出现了60km左右的间隔。
通过考古证据可知，这些后来的法兰克人在比特堡、古特兰、中萨尔、上萨尔和摩泽尔河河谷一带发展畜牧业，集中于后3个地点。
据语言学家Alberto Varvaro，13世纪拉丁语和日耳曼语人群之间的分界已经与今日的基本一致，但在那之前一段时间，摩泽尔河河谷里（临近古罗马Treviri）仍旧有“数量可观的新拉丁语使用者”。

## 消亡
当地的高卢-罗曼语地名表明，摩泽尔河左岸在8世纪之后发生了日耳曼化，而右岸直到10世纪仍然说罗曼语。这些地名包括马灵-诺维安德、奥桑-蒙策尔、隆吉希、里奥尔、哈岑波特、隆坎普、特赖斯-卡尔登、克勒夫和阿尔夫等地。这片地区是葡萄产地，摩泽尔罗曼语中有许多葡萄栽培相关的词汇，至今仍留存在当地德语方言中。

## 特征
下列6世纪晚期拉丁语铭文可能受到了早期摩泽尔罗曼语的影响：

“为Mauricius，其妻Montana与他一同生活了12年，为他做了这块墓碑；他40岁，于5月25日去世。”
普吕姆修道院中，当地僧侣写于9世纪的一份拉丁语文本包含一些仅见于现代高卢-罗曼语的通俗拉丁语短语，尤集中于今日法国东北部的法兰克-普罗旺斯语，如“原木”和“四季葱”。摩泽尔法兰克语方言中的地名和借词暗示，可探知的最晚摩泽尔罗曼语形式是一种奥依语。这是因为地名Kasnode < 、Roveroth < 中，发生了通俗拉丁语重读开音节/e/后移的音变。